# Clear Water Bay
Clear Water Bay (kinesiska: 請水灣, 请水湾) är en vik i Hongkong (Kina). Den ligger i den östra delen av Hongkong.
Hong Kong University of Science and Technology är beläget vid viken.
Klimatet i området är tempererat. Årsmedeltemperaturen i trakten är 19 °C. Den varmaste månaden är oktober, då medeltemperaturen är 24 °C, och den kallaste är januari, med 17 °C. Genomsnittlig årsnederbörd är 2 150 millimeter. Den regnigaste månaden är maj, med i genomsnitt 538 mm nederbörd, och den torraste är oktober, med 18 mm nederbörd.